# 甘连舫
甘连舫（1951年—），回族，北京市大兴区人，中华人民共和国企业家，北京星牌体育用品集团有限责任公司创始人、董事长，中国民主建国会会员，曾任四届北京市人大代表、三届全国政协委员。甘连舫出生于农民家庭，初中二年级时辍学打工。1987年，甘连舫创办星牌台球器械厂，开始制造台球台。后来，他创办北京龍熙房地產開發有限責任公司，进入房地产界。他还同李伯潭、张力联合创办了北京第二外國語學院中瑞酒店管理學院。
2019年胡润百富榜中，甘连舫排名并列1676位，财富21亿元人民币。

## 生平

### 早年
甘连舫生于北京大兴的一个农民家庭。据甘连舫说，他的爷爷在中华人民共和国建立之前积累了四十亩地、十二间房的家产，常年捐助清真寺，借人粮食不求归还，被称为“甘大善人”；然而，四清运动中，他的爷爷被定为富农，他的父母只能做最脏的活、拿最少的工分，有时还被批斗。甘连舫的父母有五个儿子，他是长子。由于文化大革命，甘连舫读到初中二年级时辍学。那时甘连舫家庭经济困难。辍学后，他当过搬运工、修路工，在粮库扛米，为汽车、火车装卸货，修铁路、公路。据他回忆，1980年代初，他作为临时工的班长，月收入已经超过80元人民币。

### 经商
1985年，甘连舫所在的修路队被撤销。按照规定，他身为临时工，只能回到生产队务农。甘连舫不愿回生产队，他集合从前的筑路工人，以集体名义成立了“六回修建队”，参与了京开公路拓宽工程。据他说，这一年他挣到了两万元人民币。
据甘连舫说，他在1986年读报纸偶然读到一篇文章，预测台球即将在中国流行。1987年，甘连舫创办北京大兴星牌台球器械厂，拿出八千元积蓄，带着家人和朋友在自家院里制造台球台。这家小厂日后发展成为星牌集团。创办之初，甘连舫等人并不了解制造工艺，使用简单的材料，仿照杂志上的图片制作非常简陋的台球桌。据称，甘连舫当时一人身兼销售、采购、会计、出纳多职。1991年，甘连舫决定投资制造高档台球桌。建厂十几年间，星牌成长为中国全国性的台球桌品牌。2007年，星牌台球台获得世界职业台球与斯诺克协会认可，成为顶级比赛用台。星牌集团曾赞助亚洲台球锦标赛，承办斯诺克海口世界公开赛、上饶·玉山斯诺克世界公开赛、斯诺克中国公开赛等多项赛事。甘连舫在2002年将丁俊晖、潘晓婷两位选手认作义子、义女。后来，星牌集团与两人签约，资助他们训练、比赛，并为他们提供奖金。
1999年，甘连舫创办北京龙熙房地产开发有限责任公司，进入房地产界。公司首先用4亿元人民币拿下大兴区黄村镇清城项目、龙熙顺景项目两处土地，将前者建设成住宅区清城名苑和商业区清城时代广场。公司的业务重点在大兴区，此后又开发了多个项目，如温泉水世界、龙熙维景国际会议中心、龙熙瓦德拉玛庄园、龙熙公馆、龙熙旭辉6号院等。公司在大兴区庞各庄镇开办了北京龙熙温泉度假酒店、北京龙熙温泉高尔夫俱乐部。另外，星牌集团与中国人寿、复华集团合资在大兴区庞各庄镇建设庞各庄健康特色小镇。
跨界房地产后，甘连舫还经朋友介绍涉足全球定位系统。他计划让星牌集团生产导航设备，安装在北京的出租车上。公司获得了政府部门的许可，并与出租车公司达成了协议。然而，这个项目最终让甘连舫亏损了几千万人民币。2007年9月，甘连舫旗下的星牌投资以4800万元收购新疆宏泰矿业股份有限公司9.23%的股权。宏泰矿业是一家位于新疆维吾尔自治区阿勒泰地区的铁矿石企业。2010年，宏泰矿业申请在中小板上市。媒体估计，如成功上市，星牌投资入股的收益率约275%。然而，上市申请被中国证监会否决。

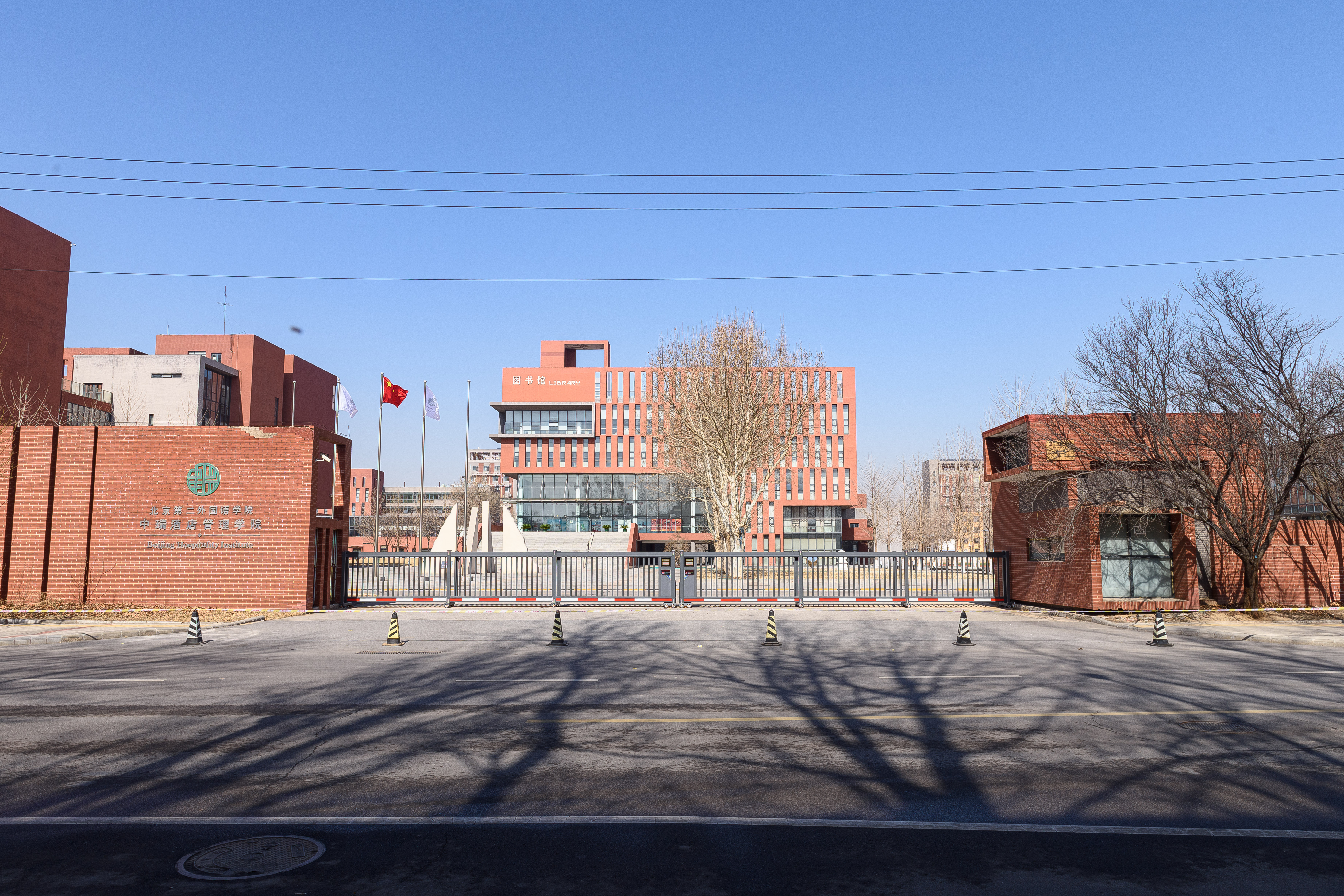
北京第二外国语学院中瑞酒店管理学院南门

2008年，甘连舫联合四方昭德李伯潭、富力地产张力与北京第二外国语学院创建了北京第二外国语学院中瑞酒店管理学院。

### 政治活动
甘连舫1996年加入中国民主建国会。他曾担任北京市第十、十一、十二、十三届人大代表，第十、十一、十二届全国政协委员。此外，他曾任中国民族贸易促进会理事会主席团主席。
2015年两会期间，甘连舫在体育界别讨论会提议将个人所得税起征点提高至5000元人民币。他说：“我建议多收我们点税，我们不怕。我现在平时工资是3万多元，一个月交9000多元的税，这还没算年底的税。把我们这样的管好了，对老百姓就放一马。不然国家这么富，老百姓囊中羞涩，这不符合我们社会主义国家的原则啊。”此举引发外界讨论。

## 家族
甘连舫有两个儿子，长子甘佳庚和次子甘佳良。甘佳庚生于1979年，获加拿大康考迪亚大学金融学学士，在星牌集团担任副总裁，兼任星牌投资控股有限公司总经理，是北京市政协委员。甘佳良高中毕业后赴加拿大留学，不到半年便放弃学业返回中国大陆创业。甘佳良在星牌集团担任副总经理。甘佳良曾帮助郭万普请托潮白监狱监狱长为郭文思减刑提供方便。
甘连舫兄弟五人。他的两个弟弟甘连斌、甘连童都在星牌集团担任副董事长。甘连童之子甘佳岭在北京星牌伟业体育用品有限公司担任总经理。